# Кравцив, Богдан Николаевич
Богдан-Юрий Николаевич Кравцив (укр. Богдан-Юрій Миколайович Кравців; 5 мая 1904 — 21 ноября 1975) — украинский литературный деятель, поэт и переводчик, активный деятель украинского националистического движения, активист Украинской войсковой организации, Союза украинской националистической молодёжи и ОУН.
В юности — член украинской скаутской организации «Пласт», входил в её Главный совет. В 1920-е гг. вступил в Украинскую войсковую организацию. В 1928—1929 возглавлял Союз украинской националистической молодёжи. В феврале 1929 — июне 1930 был первым краевым проводником ОУН.
Арестован в июне 1930, провёл в заключении 3 года за принадлежность к УВО.
Член литературной группы «Листопад». В 1930-е гг. издавал и редактировал националистические журналы «Вісті», «Голос», «Голос Націі», литературные журналы «Дажбог», «Обріі» и «Напередодни».
В 1940—1945 редактировал журналы для украинцев, вывезенных на работу в Германию. В 1949 эмигрировал в США. Выпустил несколько сборников стихов, переводил Рильке, работал редактором.